# Rio Lyn Ocidental
O Lyn Ocidental é um rio na Inglaterra que nasce em Exmoor, Somerset, e se junta ao Lyn Oriental em Lynmouth, em Devon. Os trechos superiores do rio foram designados como Sítio de Especial Interesse Científico, devido às formas geomorfológicas criadas na enchente de 1952.